# Studia Orientalia Christiana. Monographiae
Studia Orientalia Christiana. Monographiae – seria wydawnicza Franciszkańskiego Centrum Studiów o Chrześcijańskim Wschodzie w Kairze (Egipt). Każdy z tomów zawiera ostateczny raport z realizacji konkretnego projektu badawczego dotyczącego historii bliskowschodniego chrześcijaństwa lub działalności franciszkanów we wschodnim basenie Morza Śródziemnego.
Publikacja jest dofinansowywana przez Kustodię Ziemi Świętej.